# Lysania sabahensis
Lysania sabahensis là một loài nhện trong họ Lycosidae.
Loài này thuộc chi Lysania. Lysania sabahensis được Pekka T. Lehtinen & Heikki Hippa miêu tả năm 1979.